# Tomaso Spinola
Tomaso Spinola a été le 90e doge de Gênes du 21 avril 1613 au 21 avril 1615.